# NANA
『NANA』（ナナ）は、矢沢あいによる日本の漫画。また、原作を基にする関連作品群（映画・アニメ・CD作品など）。漫画は『Cookie』（集英社）にて2000年7月号から連載されていたが、2009年8月号から作者療養のため休載している。
2005年9月3日に1作目の映画『NANA』が、2006年12月9日には2作目の映画『NANA2』がそれぞれ公開された。また2006年4月から2007年3月までテレビアニメが放送された。
2002年、第48回小学館漫画賞受賞。2019年時点で累計発行部数は5000万部を記録している。

## 概要
漫画は当初『りぼん』の増刊号という位置づけの『Cookie』1999年Vol.1、Vol.2に読み切りとして掲載され、『Cookie』が月刊誌として昇格新創刊されると『Cookie』2000年7月号から同誌に連載された。
ファンブック『NANA7.8（ナナてんハチ）』のインタビューによると、初めの2話が読み切りの理由は、『Cookie』の創刊準備号（前述の『Cookie』1999年Vol.1、Vol.2）に読み切りを描くことが決まっていたが、同誌が創刊したのちには連載してほしいという依頼があったため同じ名前で違うタイプの女の子を出し、連載で2人が出会うという形をとったためである。このため、第1話に大崎ナナは登場せず、第2話は小松奈々が登場しない。
物語本編は1999年から始まり、単行本第21巻の時点で2002年3月である。第12巻以降、これより数年先のシーンが随所に導入されている。第2巻より作中に挿入されているナナと奈々のモノローグは、この数年先の2人によるものである。

## あらすじ
東京に住む彼氏と同居するため上京する小松奈々、ミュージシャンとして成功するため上京する大崎ナナ、出身地は異なるが同い年の2人のNANAは新幹線の中で出会った。その後、ひょんなことから奈々とナナは同居することとなる。さらに、ナナの所属する BLACK STONES と恋人の本城蓮が所属する TRAPNEST、2つのバンドのメンバーたちを交え物語は進んでいく。

## 書籍

### 番外編
矢沢は『Cookie』の別冊で本編の登場人物の過去を番外編として描いている。本編第1話は小松奈々の「あたしの生まれ故郷は」という独白で始まっているが、番外編でもそれを踏襲した形となっている。ただし、独白を行うのは番外編の主人公で、例えば番外編『NAOKI-ナオキ-』ではナオキの「おれの生まれ故郷は」という独白で始まる。
番外編には、『Cookie』2003年5月号別冊まんがに掲載された『NAOKI-ナオキ-』、同2006年5月号別冊まんがに掲載された『NOBU-ノブ-』、クッキーフレッシュ'07に掲載された『TAKUMI-タクミ-』の3作がある。これらはそれぞれ単行本9巻、16巻、18巻に収録されている。

### 外国語版
ファンブック「NANA7.8（ナナてんハチ）」などによるとフランス語、ドイツ語、イタリア語、タイ語、中国語（台湾、香港）、韓国語（韓国）での発行が確認されている。さらに2005年からアメリカ合衆国で連載が開始されたため英語でも発行されるようになった。
翻訳に関してそれぞれの国にあわせた改修や解説ページなどがある。またほとんどの版は日本と同じく右綴じで、現地の他の図書では裏となる側から読むことを説明する注意書きが見られるが、韓国版は「反転印刷」による左綴じであり、楽器の演奏や腕のタトゥーが原版とは逆になっている。
各国語とも正式に許可を得て翻訳されたもののようであるが、フランス語版では淳子の苗字「早乙女」（さおとめ）が表札でSOUTOME（ソウトメ）となっていたり、韓国語版で蓮の苗字「本城」（ほんじょう）が모토시로（モトシロ）と書かれているなど固有名詞のミスが多く見られるため、日本版のスタッフがどの程度まで関わっているかは不明である。

## 書誌情報

### 単行本
- 矢沢あい 『NANA』 集英社〈りぼんマスコットコミックス〉、既刊21巻（2009年3月13日現在）
  1. 2000年5月15日発売[4]、ISBN 4-08-856209-7
  2. 2000年12月11日発売[5]、ISBN 4-08-856248-8
  3. 2001年5月15日発売[6]、ISBN 4-08-856286-0
  4. 2001年12月10日発売[7]、ISBN 4-08-856338-7
  5. 2002年5月15日発売[8]、ISBN 4-08-856377-8
  6. 2002年9月13日発売[9]、ISBN 4-08-856406-5
  7. 2002年10月15日発売[10]、ISBN 4-08-856413-8
  8. 2003年5月15日発売[11]、ISBN 4-08-856464-2
  9. 2003年11月14日発売[12]、ISBN 4-08-856506-1
  10. 2004年3月15日発売[13]、ISBN 4-08-856528-2
  11. 2004年8月11日発売[14]、ISBN 4-08-856560-6
  12. 2005年3月15日発売[15]、ISBN 4-08-856599-1
  13. 2005年8月12日発売[16]、ISBN 4-08-856633-5
  14. 2005年12月15日発売[17]、ISBN 4-08-856660-2
  15. 2006年3月15日発売[18]、ISBN 4-08-856676-9
  16. 2006年9月15日発売[19]、ISBN 4-08-856707-2
  17. 2007年3月15日発売[20]、ISBN 978-4-08-856734-1
  18. 2007年9月14日発売[21]、ISBN 978-4-08-856774-7
  19. 2008年5月15日発売[22]、ISBN 978-4-08-856816-4
  20. 2008年9月12日発売[23]、ISBN 978-4-08-856842-3
  21. 2009年3月13日発売[24]、ISBN 978-4-08-856876-8

### 関連書籍
- 矢沢あい 『ナナ&ハチ プレミアムファンブック！ NANA7.8』 集英社〈りぼんマスコットコミックス〉、2003年3月14日発売[25]、ISBN 4-08-856444-8
- 矢沢あい 『「NANA」1st ILLUSTRATIONS』 集英社〈愛蔵版コミックス〉、2004年5月20日発売[26]、ISBN 4-08-782075-0
- 香山リカ 『NANA恋愛勝利学』 集英社〈集英社文庫〉、2003年3月14日発売[27]、ISBN 4-08-746102-5
- 『矢沢あい『NANA』の世界』平凡社〈太陽の地図帖〉、2025年8月。ISBN 9784582946345

## オムニバスCD

### イメージアルバム
2003年11月6日、AMJ/モモアンドグレープスよりイメージアルバム『NANA's song is my song』が発売された。「あなたの感じるNANAの音楽世界を聞かせて下さい」という公募テーマを元に構成されている。
NANA9巻の「ファミリー新聞」、「淳子の部屋」でも紹介。
収録曲
1. マーブル / Battle Bomb Rounge
2. 君ノ名前 / savage genius
3. 楽園の扉 / プルカブ
4. 親愛 / ちひろいず
5. Lotus Blues / Olive
6. Thanks / Bama☆sister
7. 問い / ブルウフロッグ
8. Not be mine / GREEN BEAR
9. 奏でる神 / RK ROSEBUD
10. NO TITLE / 山岡千春
11. 真夜中の朝日 / 柿本七恵
12. MY WAY / REALIZE POWER WAVE
13. あたしの花 / Ann

### トリビュートアルバム
2005年3月16日、東芝EMI（現 ユニバーサルミュージック・ジャパン）よりトリビュート・アルバム『LOVE for NANA 〜Only 1 Tribute〜』が発売。参加アーティストは、布袋寅泰・高見沢俊彦・TETSU69・abingdon boys school・木村カエラ・Do As Infinity・ZONE・大塚愛など。ジャケットはゴールドとシルバーが販売されているが収録内容は同じである。
オリコン週間ランキングで、初登場2位を獲得した。

## ゲーム
3タイトルがリリースされており、発売元はすべてコナミである。
| 発売日        | 対応機種                    | 詳細                                                                              | CEROレーティング |
| ------------- | --------------------------- | --------------------------------------------------------------------------------- | ---------------- |
| 2005年3月17日 | PlayStation 2（PS2）        | 体感系ひとり暮らしゲーム（作品世界を再現したシミュレーションゲーム）              | 全年齢対象       |
| 2006年7月6日  | PlayStation Portable（PSP） | ガールズライフボードゲーム『NANA すべては大魔王のお導き!?』                       | 全年齢対象       |
| 2007年6月21日 | ニンテンドーDS              | 業界系スペシャリストシミュレーション『NANA ライブスタッフ大募集! 〜初心者歓迎〜』 | 全年齢対象       |

### 担当声優
以下は PS2版のもの。PSP版 及び DS版については、後述するアニメの声優が担当。
- 大崎ナナ：皆川純子
- 小松奈々：宍戸留美
- 本城蓮：櫻井孝宏
- 高木泰士：津田健次郎
- 寺島伸夫：植木誠
- 岡崎真一：木村良平
- 芹澤レイラ：myco
- 一ノ瀬巧：子安武人
- 藤枝直樹：斎藤恭央
- 上原美里：田村ゆかり
- 早乙女淳子：渕崎ゆり子
- 遠藤章司：前田剛
- 高倉京助：うえだゆうじ
- 川村幸子：鈴木真仁

## 映画

### NANA
「NANA製作委員会」の製作、東宝の配給により公開された。単行本の5巻までを再現している。
2005年9月3日公開。興行通信社調べによる映画ランキングで初登場1位。最終的な観客動員数は日本だけでも300万人を超え、社会現象を起こす大ヒットとなった（興行収入40.3億円）。結果的に、2005年度の邦画4位という記録的ヒットになった。香港では11月3日に公開し、映画ランキング初登場1位。台湾で11月4日に公開し、13日間で興行収入1000万台湾ドルを超えた。また2006年12月11日にTBS系で地上初放送され（視聴率は13.1%）、2008年6月9日には同局で秋葉原通り魔事件の影響で『月曜ゴールデン』枠が急遽、代替放送された（代替放送の視聴率は9.3%）。TBSではかつてこの時間帯が『月曜ロードショー』であった。
大崎ナナ役の中島美嘉と小松奈々役の宮崎あおいが主演。レイラ役の伊藤由奈もこれをきっかけにブレイクした。中島美嘉が歌った主題歌「GLAMOROUS SKY」は原作者の矢沢あいが作詞、L'Arc〜en〜Ciel の hyde がメンバー初の楽曲提供による作曲・プロデュースが話題になり、オリコン週間チャートで2週連続1位を記録、2005年度年間ランキングでもトップ10入りする大ヒットとなった。伊藤由奈が歌った挿入歌「ENDLESS STORY」も初登場2位で、長期にわたってロングヒットして話題になった。2人は年末の歌番組に相次いで出演し、共に『NHK紅白歌合戦』へも出場した。

#### キャスト
- 大崎ナナ（ナナ:BLACK STONES）：中島美嘉
- 小松奈々：宮崎あおい
- 本城蓮（レン:BLACK STONES → TRAPNEST）：松田龍平
- 高木泰士（ヤス:BLACK STONES）：丸山智己
- 寺島伸夫（ノブ:BLACK STONES）：成宮寛貴
- 岡崎真一（シン:BLACK STONES）：松山ケンイチ
- 一ノ瀬巧（タクミ:TRAPNEST）：玉山鉄二
- 芹澤レイラ（レイラ:TRAPNEST）：伊藤由奈
- 藤枝直樹（ナオキ:TRAPNEST）：水谷百輔
- 遠藤章司：平岡祐太
- 川村幸子：サエコ
- 早乙女淳子：能世あんな
- 高倉京助：高山猛久
- 佐藤公一：虎牙光揮
- 小松奈津子（奈々の母）：宮崎美子
- 小松奈緒（奈々の姉）：紺谷みえこ
- 小松奈美（奈々の妹）：岡本奈月
- 不動産屋：村松利史
- 横井：池田鉄洋
- 水越誠一：鈴木一真
- 坂上：宍戸留美
- 編集長：ベンガル

#### スタッフ
- 監督 - 大谷健太郎
- 脚本 - 大谷健太郎、浅野妙子
- 編集 - 掛須秀一
- 音楽 - 上田禎
- 製作プロダクション - セディックインターナショナル
- 共同製作プロダクション - IMJエンタテインメント、エクセレントフィルム
- 製作 - 「NANA」製作委員会（TBS、東宝、セディックインターナショナル、集英社、トゥループロジェクト、IMJエンタテインメント、MBS、アニプレックス）

#### 受賞歴
- 第29回日本アカデミー賞
  - 優秀主演女優賞：中島美嘉
  - 新人俳優賞：中島美嘉
  - 話題賞・作品部門[29]
- 第10回日本インターネット映画大賞
  - 作品賞・第3位
  - 最優秀主演女優賞：中島美嘉
- 2005年度オリコン発表!ベストムービーランキング
  - 作品部門・第2位
  - 主演女優部門・第1位：中島美嘉
- 第27回ヨコハマ映画祭
  - 作品賞・第6位
- 第47回日本レコード大賞
  - 特別賞：中島美嘉、伊藤由奈

#### 主題歌・劇中歌
主題歌
「GLAMOROUS SKY」
中島美嘉：NANA starring MIKA NAKASHIMA
作詞 - 矢沢あい / 作曲 - HYDE / HYDE・KAZプロデュース
- 劇中ではBLACK STONESの持ち歌（ノブ作曲）
- 日本レコード大賞「特別賞」

劇中歌
「ENDLESS STORY」
伊藤由奈：REIRA starring YUNA ITO
- 劇中ではTRAPNESTの持ち歌
- 第47回 日本レコード大賞「特別賞」
- 2005ベストヒット歌謡祭「最優秀新人賞」
- 第38回 日本有線大賞「最優秀新人賞」

### NANA2
映画2作目の『NANA2』は2006年12月9日に公開された。出演者のスケジュール上の都合などにより一部のキャストが1作目とは変更されている。1作目は映画独自のものを目指したが、2作目は「原作を再現すること」を意識している。また、2作目で映画版の『NANA』はシリーズが完結する。2作目の主題歌の作曲は、前作の L'Arc〜en〜Ciel の HYDE から、GLAY の TAKURO となった。Yahoo!映画ランキング初登場4位であったが、興行収入は前作の40億3000万円に対し、12億5000万円に留まる。

#### キャスト（第2作）
- 大崎ナナ：中島美嘉
- 小松奈々：市川由衣
- 寺島伸夫（ノブ）：成宮寛貴
- 岡崎真一（シン）：本郷奏多
- 高木泰士（ヤス）：丸山智己
- 芹澤レイラ：伊藤由奈
- 本城蓮（レン）：姜暢雄
- 一ノ瀬巧（タクミ）：玉山鉄二
- 藤枝直樹（ナオキ）：水谷百輔
- 早乙女淳子：能世あんな
- 高倉京助：高山猛久
- 川野高文：田辺誠一
- 坂上：宍戸留美
- 編集長：ベンガル
- 気象予報士：中村靖日
- 医師：美保純

#### スタッフ（第2作）
- 監督・脚本 - 大谷健太郎
- 編集 - 掛須秀一
- 製作 - TBS、東宝、セディックインターナショナル、集英社、トゥループロジェクト、MBS、ソニー・ミュージックエンタテインメント

#### 主題歌・劇中歌（第2作）
主題歌
「一色（ひといろ）」
中島美嘉：NANA starring MIKA NAKASHIMA
作詞 - 矢沢あい / 作曲 - TAKURO
- 劇中でBLACK STONESが演奏するシーンではパンク調にアレンジされている。このバージョンはアルバム『THE END』に「一色 (ALTAnative)」として収録されている。

劇中歌
「Truth」
伊藤由奈：REIRA starring YUNA ITO
「EYES FOR THE MOON」
中島美嘉：NANA starring MIKA NAKASHIMA

## テレビアニメ
2006年4月5日に「animo」（アニモ）枠の第1作として開始、2007年3月まで4クール放映された。最終話で「ファーストシーズン」と表記されており、原作11巻までに相当する。アニメーション制作はマッドハウス。
NNN加盟局で毎週水曜日23時25分から、NNN系列外では2006年6月8日より琉球放送（TBS系）で毎週金曜日1時55分（木曜深夜）から、日テレプラス&サイエンス（現・日テレプラス）でも2006年10月より放映開始、日本テレビ関連以外では2008年からアニマックスで再放送されている。2018年10月15日から2019年2月13日まで、BS日テレでも毎週月・火・水曜日23時30分に放送された。
開始当初は23時台での放送（23時25分 - 23時55分）と、「4大民放ネットワークで放送される全日帯放送の深夜テレビアニメ」という極めて珍しい試みのものであったが、結局10月以降は事実上木曜日0時台に移行した（『NNNきょうの出来事』が放送終了し、『NEWS ZERO』放送開始で、このアニメの放送枠である「animo」枠が入っている『バリューナイト』が30分繰り下げられたため）。1話・2話の内容が派手に書き換えられたことを知った矢沢が激怒、放送が危ぶまれたことがあると報道された。
2006年7月7日、77日間限定707円（税込定価）でDVD第1巻が発売された。本編は16:9のワイドサイズで製作されているが、地上デジタル放送では上下左右に黒帯の付いた額縁放送で放送されている。
セリフを当てる声優と歌を担当する歌手とに分けたキャストは、同じくマッドハウスが制作した『BECK』（監督：小林治）と同様、大きな特徴のひとつである。2007年3月30日に、東京都渋谷区のライブハウス「SHIBUYA-AX」で、アニメ版でナナの歌唱を担当した土屋アンナとレイラの歌唱を担当した OLIVIA が、それぞれの役名＋バンドでジョイントライブを行った。
15話では著作権・商標の関係上、原作では「ディズニーランド」の部分がアニメ版では「遊園地」に差し替えられている（原作でのミニーマウスのカチューシャの部分も別のものに差し替えられている）。また、28話では、原作では「スカパー」と語る箇所が「衛星」になっている。
日テレ火曜深夜のアニメ枠同様に固定の番組スポンサーは付いておらず（放送局によっては提供クレジット時のスポンサー読み上げを行っている所もあったが）、当作品はスポットCM主体であった。
最高平均視聴率は6.3%（関東地方）と、深夜アニメとしては異例といえる高い数字を記録した。ただし6%台という数字は夜23時台としてはおおむね平均的な水準の数字であり、24時台以降に放送されている他の深夜アニメの水準と単純に比較することはできない点に留意する必要がある。

### 担当声優（テレビアニメ）
- 大崎ナナ：朴璐美[35]
- 小松奈々：KAORI[35]
- 本城蓮：木内秀信[35]
- 高木泰士：川原慶久[35]
- 寺島伸夫：関智一[35]
- 岡崎真一：石田彰[35]
- 一ノ瀬巧：森川智之[35]
- 芹澤レイラ：平野綾[35]
- 高倉京助：諏訪部順一[35]
- 早乙女淳子：本田貴子[35]
- 遠藤章司：高橋広樹[35]
- 川村幸子：小島めぐみ
- 上原美里：かないみか
- 藤枝直樹：勝杏里
- 諸星銀平：立木文彦
- 香坂百合：すほうれいこ
- 篠田美雨：千葉紗子

### 歌唱キャスト・および主題歌
- 大崎ナナの歌唱は、土屋アンナ（「ANNA inspi' NANA（BLACK STONES）」名義）。（『黒い涙』から「ANNA TSUCHIYA inspi' NANA（BLACK STONES）」に名義が変わった。）
- 芹澤レイラの歌唱は、OLIVIA（「OLIVIA inspi' REIRA（TRAPNEST）」名義）。

オープニング
1st. 「rose」（第1話〜第21話、第9話ED）
歌 - ANNA inspi' NANA（BLACK STONES）
2nd. 「Wish」（第22話〜第36話）
歌 - OLIVIA inspi' REIRA（TRAPNEST）
3rd. 「LUCY」（第37話〜第47話）
歌 - ANNA TSUCHIYA inspi' NANA（BLACK STONES）
エンディング
1st. 「a little pain」（第1話〜第8話、第10話〜第18話、第41話）
歌 - OLIVIA inspi' REIRA（TRAPNEST）
2nd. 「Starless Night」（第19話〜第29話、第42話）
歌 - OLIVIA inspi' REIRA（TRAPNEST）
3rd. 「黒い涙」（第30話〜第40話、第47話）
歌 - ANNA TSUCHIYA inspi' NANA（BLACK STONES）
4th. 「Winter sleep」（第43話・第44話）
歌 - OLIVIA inspi' REIRA（TRAPNEST）
5th. 「Stand by me」（第45話・第46話）
歌 - ANNA TSUCHIYA inspi' NANA（BLACK STONES）
インサートソング
「zero」（第4話）
歌 - ANNA inspi' NANA（BLACK STONES）
「Recorded Butterflies」（第18話）
歌 - OLIVIA inspi' REIRA（TRAPNEST）
「Shadow of Love」（第32話）
歌 - OLIVIA inspi' REIRA（TRAPNEST）

### 全NANAのCD

#### シングル
1. rose（2006年6月28日） ANNA inspi' NANA（BLACK STONES）
2. a little pain（2006年6月28日） OLIVIA inspi' REIRA（TRAPNEST）
3. Wish／Starless Night（2006年10月11日） OLIVIA inspi' REIRA（TRAPNEST）
4. 黒い涙（2007年1月10日） ANNA TSUCHIYA inspi' NANA（BLACK STONES）
5. LUCY（2007年2月7日） ANNA TSUCHIYA inspi' NANA（BLACK STONES）

#### アルバム
1. NANA 707 soundtracks（2006年7月7日）
通常のサウンドトラックの曲以外に、東芝gigabeat NANAモデル のCMに使用された、ブルートの曲をイメージした S-L（spirit of BRUTE）名義の曲「Dirty Pretty」が収録されている。作詞・作曲はタニウチヒデキ。
2. NANA 7to8 soundtrack（2006年12月21日）
3. ANNA TSUCHIYA inspi' NANA（BLACK STONES）（2007年2月28日） ANNA TSUCHIYA inspi' NANA（BLACK STONES）
4. OLIVIA inspi' REIRA (TRAPNEST)（2007年2月28日） OLIVIA inspi' REIRA（TRAPNEST）
5. NANA BEST（2007年3月21日）

### スタッフ（テレビアニメ）
- 原作 - 矢沢あい[35]
- 監督 - 浅香守生[35]
- 監督助手 - いしづかあつこ
- シリーズ構成 - 金春智子[35]
- キャラクターデザイン・総作画監督 - 濱田邦彦
- 服装デザイン - 北尾勝、今野亜希子（第7話から）
- 小物デザイン - 村田睦明、今野亜希子（第6話まで）
- 美術監督 - 清水友幸
- 色彩設計 - 角本百合子
- 撮影監督 - 増元由紀大
- 音響監督 - 三間雅文
- 音楽 - 長谷川智樹[35]
- 音楽プロデューサー - 千石一成、浅田秀之
- アニメーションプロデューサー - 吉本聡、中本健二
- プロデューサー - 中谷敏夫、田村学、丸山正雄
- アニメーション制作 - マッドハウス[35]
- 製作著作 - NANA製作委員会（日本テレビ、バップ、集英社、マッドハウス）

### 各話リスト
| 話数   | サブタイトル           | 脚本              | 絵コンテ            | 演出                    | 作画監督                                             |
| ------ | ---------------------- | ----------------- | ------------------- | ----------------------- | ---------------------------------------------------- |
| 1      | 序章・奈々とナナ       | 金春智子          | 浅香守生            | 浅香守生 中村亮介       | 濱田邦彦                                             |
| 2      | 恋?友情?奈々と章司     | 金春智子          | 坂田純一            | 池田重隆                | 藤澤俊幸                                             |
| 3      | 奈々と章司、恋の行方   | 金春智子          | 坂田純一            | 松本剛                  | 山沢実、桜井木ノ実                                   |
| 4      | 奈々の恋、ナナの夢     | 金春智子 浦畑達彦 | 坂田純一 鶴岡耕次郎 | いしづかあつこ          | 門之園恵美                                           |
| 5      | レンの夢、ナナの思い   | 浦畑達彦          | 鶴岡耕次郎          | 若林漢二 鶴岡耕次郎     | 高炅楠                                               |
| 6      | 雪の上京!奈々とナナ    | 金春智子          | 浅香守生 鶴岡耕次郎 | 島崎奈々子              | 冨沢和雄                                             |
| 7      | ヤス登場!707号室       | 金春智子          | 浅香守生 鶴岡耕次郎 | 上田真弓                | 土橋昭人、水川弘理                                   |
| 8      | いちごグラスと蓮の花   | 浦畑達彦          | 高橋敦史            | 廣川集一                | 高乗陽子                                             |
| 9      | ノブ上京!ナナの歌      | 浦畑達彦          | 浅香守生            | 池田重隆                | 君塚勝教                                             |
| 10     | 美少年シン登場!        | 浦畑達彦          | 佐山聖子            | 若林漢二                | 趙瑛来、張民浩 李正弼、申在盆 高炅楠                 |
| 11     | 幸子、わざとだよ?      | 浦畑達彦          | 高橋亨              | 上田真弓                | 土橋昭人、水川弘理                                   |
| 総集編 | 淳子の部屋（1）        | 金春智子（構成）  | -                   | 中村亮介                | 濱田邦彦                                             |
| 12     | 急接近!章司と幸子      | 浦畑達彦          | 高橋亨              | 高橋亨                  | 馬場健、阿部純子                                     |
| 13     | 幸子の涙、章司の決心   | 浦畑達彦          | 佐山聖子            | 小酒井優                | 渡辺純子                                             |
| 14     | 修羅場のファミレス     | ふでやすかずゆき  | いしづかあつこ      | 谷田部勝義 釘宮洋       | 君塚勝教                                             |
| 15     | ブラスト、初ライブ     | ふでやすかずゆき  | 大久保富彦          | 千葉大輔                | 土橋昭人、桜井木ノ実                                 |
| 16     | ナナの恋の行方         | ふでやすかずゆき  | 坂田純一            | 池田重隆                | 高炅楠                                               |
| 17     | トラネス、ライヴ       | ふでやすかずゆき  | 佐山聖子            | 高橋亨 いしづかあつこ   | 鈴木美千代                                           |
| 18     | ハチの祈り、ナナの想い | ふでやすかずゆき  | 坂田純一            | いしづかあつこ          | 君塚勝教、阿部純子                                   |
| 19     | ナナのごほうび         | 金春智子          | 大久保富彦          | 小酒井優                | 渡辺純子                                             |
| 20     | 急展開！ハチの運命     | 金春智子          | 鶴岡耕次郎          | 千葉大輔                | 土橋昭人、桜井木ノ実 鈴木美千代（総作画監督）        |
| 21     | スイートルームの夢     | 金春智子          | 大久保富彦          | 池田重隆                | 君塚勝教                                             |
| 総集編 | 淳子の部屋（2）        | 金春智子（構成）  | -                   | 中村亮介                | 濱田邦彦                                             |
| 22     | 七夕の願い、ハチの恋   | ふでやすかずゆき  | 佐山聖子            | いしづかあつこ          | 高炅楠、李正弼 趙瑛来 鈴木美千代（総作画監督）       |
| 23     | 誰にも渡したくない     | ふでやすかずゆき  | 坂田純一            | 渡辺勘治                | 金東俊                                               |
| 24     | 乱れるハチの心         | ふでやすかずゆき  | 高橋亨              | 高橋亨                  | 馬場健、阿部純子                                     |
| 25     | 気まぐれで勝手な男     | ふでやすかずゆき  | 佐山聖子            | 小酒井優                | 渡辺純子、松浦里美                                   |
| 26     | すれちがうハチとナナ   | 浦畑達彦          | 大久保富彦          | 上田真弓                | 土橋昭人、水川弘理 鈴木美千代（総作画監督）          |
| 27     | ハチの欲しい未来       | 浦畑達彦          | 鶴岡耕次郎          | 佐々木奈々子            | 君塚勝教                                             |
| 28     | ハチとノブ、急接近     | 浦畑達彦          | 坂田純一            | いしづかあつこ          | 高炅楠、趙瑛来 鈴木美千代（総作画監督）              |
| 29     | 愛情表現の問題         | 浦畑達彦          | 大久保富彦          | 若林漢二                | 中田博文                                             |
| 30     | 決壊ギリギリ、ナナの心 | 金春智子          | 佐山聖子            | 吉野智美                | 馬場健、阿部純子                                     |
| 31     | ハチ子、妊娠           | 金春智子          | 鶴岡耕次郎          | いしづかあつこ          | 李愗培、高炅楠 鈴木美千代（総作画監督）              |
| 32     | 繋いだ手を離さないで   | 金春智子          | 中村亮介            | いしづかあつこ          | 土橋昭人、水川弘理                                   |
| 33     | ハチの選択             | 金春智子          | 佐々木奈々子        | 佐々木奈々子            | 君塚勝教                                             |
| 34     | 割れたいちごのグラス   | ふでやすかずゆき  | 佐山聖子            | 小酒井ゆう              | 高乗陽子 鈴木美千代（総作画監督）                    |
| 35     | レイラの孤独           | ふでやすかずゆき  | 大久保富彦          | 吉野智美                | 金東俊                                               |
| 36     | ブラスト新曲!!         | ふでやすかずゆき  | 高橋亨              | 高橋亨                  | 中田博文、阿部純子                                   |
| 総集編 | 淳子の部屋（3）        | 金春智子（構成）  | -                   | 中村亮介                | 君塚勝教                                             |
| 37     | ハチ、シロガネーゼ     | ふでやすかずゆき  | 佐山聖子            | 渡辺正彦                | 松本朋之 鈴木美千代（総作画監督）                    |
| 38     | 運命の引き金           | ふでやすかずゆき  | 青山浩行            | 上田真弓                | 土橋昭人 鈴木美千代（総作画監督）                    |
| 39     | ハチ公、見てろよ!      | ふでやすかずゆき  | 大久保富彦          | 吉野智美 いしづかあつこ | 君塚勝教                                             |
| 40     | ブラスト、デビュー!    | ふでやすかずゆき  | いしづかあつこ      | いしづかあつこ          | 趙瑛来、李愗培 鈴木美千代（総作画監督）              |
| 41     | ブラスト合宿           | ふでやすかずゆき  | 鶴岡耕次郎          | 小酒井ゆう              | 森前和也、野口木ノ実 鈴木美千代（総作画監督）        |
| 42     | ナナ、突然の発作       | 金春智子          | 佐々木奈々子        | 佐々木奈々子            | 馬場健、阿部純子                                     |
| 43     | ブラスト、ゲリラライブ | 金春智子          | 大久保富彦          | 渡辺正彦                | 松本朋之 鈴木美千代（総作画監督）                    |
| 44     | ブラストVSトラネス     | 金春智子          | 佐山聖子            | 山崎友正                | 土橋昭人、水川弘理 今井武志 鈴木美千代（総作画監督） |
| 45     | ブラストTV初出演       | 金春智子          | 大久保富彦          | いしづかあつこ          | 中田博文                                             |
| 46     | 再会!ハチと章司        | 金春智子          | 高橋亨              | 吉野智美                | 君塚勝教                                             |
| 47     | 花火大会、ハチとナナ   | 金春智子          | 浅香守生            | 浅香守生                | 濱田邦彦                                             |

### DVD
- 第1巻 2006年7月7日発売
- 第2巻 2006年8月23日発売
- 第3巻 2006年9月27日発売
- 第4巻 2006年10月25日発売
- 第5巻 2006年11月22日発売
- 第6巻 2006年12月20日発売
- 第7巻 2007年1月24日発売
- SPECIAL DVD 7.8巻 2007年2月14日発売 ※「淳子の部屋」3話収録。
- 第8巻 2007年2月21日発売
- 第9巻 2007年3月21日発売
- 第10巻 2007年4月25日発売※10巻以降から特典にエピソード・ダイジェストが付属。
- 第11巻 2007年5月23日発売
- 第12巻 2007年6月27日発売
- 第13巻 2007年7月25日発売
- 第14巻 2007年8月22日発売
- 第15巻 2007年9月27日発売
- 第16巻 2007年10月24日発売
- 第17巻 2007年11月21日発売

第1巻のみ1話、それ以降は各巻3話収録。レンタル版では、R-1、R-2…・と続く。R-1は、第1巻と第2巻が1つにまとめられ、4話収録となっている。

### NANAの部屋
本作は次回予告がなく、「NANAの部屋」と題して、『NANA』に関する情報を紹介する。担当は鈴江奈々。放送開始当初は、このコーナーが実質次回予告の役割を果たしていたが、次第に関連グッズの紹介等になった。通常は707号室をかたどったセットで撮影しているが、出張したこともある（ジャクソンホール、集英社など）。また、レギュラーで出演している声優や、主題歌を担当している土屋アンナ、OLIVIAが登場したことがある。日テレプラスの放送でも一部の回のみNANAの部屋が放送されたがアニマックスでは放送されない。
| 日本テレビ系 水曜 23:25 - 23:55（2006年4月 - 2006年9月）      | 日本テレビ系 水曜 23:25 - 23:55（2006年4月 - 2006年9月） | 日本テレビ系 水曜 23:25 - 23:55（2006年4月 - 2006年9月） |
| 前番組                                                        | 番組名                                                   | 次番組                                                   |
| ------------------------------------------------------------- | -------------------------------------------------------- | -------------------------------------------------------- |
| くりぃむしちゅーのたりらリラ〜ン 【ここまでバラエティ枠】     | NANA （テレビアニメ版）                                  | NEWS ZERO ※22:54 - 23:55                                 |
| 日本テレビ系 水曜 23:55 - 木曜 0:26（2006年10月 - 2007年3月） |                                                          |                                                          |
| スポんちゅ ※23:55 - 0:20                                      | NANA （テレビアニメ版）                                  | カートゥンKAT-TUN                                        |